# Camphin-en-Carembault
Camphin-en-Carembault är en kommun i departementet Nord i regionen Hauts-de-France i norra Frankrike. Kommunen ligger i kantonen Seclin-Sud som tillhör arrondissementet Lille. År 2022 hade Camphin-en-Carembault 1 725 invånare.

## Befolkningsutveckling
Antalet invånare i kommunen Camphin-en-Carembault
| Referens: INSEE |